# هارييت لويز كيلر
هارييت لويز كيلر (بالإنجليزية: Harriet L. Keeler)‏ هي مُدرسة وكاتِبة وعالمة نبات أمريكية، ولدت في 1846 في South Kortright, New York ‏ في الولايات المتحدة، وتوفيت في 12 فبراير 1921 في كليفتون سبرينغز في الولايات المتحدة.